# Aiguille du Chardonnet
Die Aiguille du Chardonnet ist ein 3824 m hoher Berg im Mont-Blanc-Massiv. Der Gipfel liegt im französischen Département Haute-Savoie etwa 500 Meter entfernt von der Staatsgrenze der Schweiz und Frankreichs.

## Lage
Die Aiguille du Chardonnet liegt im östlichen Mont-Blanc-Massiv etwa fünf Kilometer östlich von Argentière. Das Bergmassiv wird von mehreren Gletschern umflossen: Südwestlich verläuft der Glacier d’Argentière, nördlich der Glacier du Tour und östlich der Glacier de Saleina. Direkter südlicher Gipfelnachbar ist die Aiguille d’Argentière, die durch den Col du Chardonnet (3323 m) von der Aiguille du Chardonnet getrennt wird. Nach Süden zieht diese Kette über die Tour Noir bis zum Mont Dolent. Nördlich der Aiguille du Chardonnet befindet sich die Aiguille du Tour.
Der eigentliche Gipfel bildet einen von Osten nach Westen verlaufenden Kamm. Dieser Kamm fällt nach Süden in 600 bis 800 Meter hohen von Graten durchzogenen Felswänden ab. Im Norden trägt der Berg eine steile vergletscherte Flanke, die von Felsrippen unterbrochen wird und auf den Glacier du Tour abfällt.

## Besteigungsmöglichkeiten
Der Normalweg führt über den westlichsten Teil der Nordflanke bis zum Westgrat, der über den Vorgipfel zum Hauptgipfel leitet. Die Schwierigkeiten betragen AD, Eis bis 40°, im Fels Stellen III. Ausgangspunkt ist das Refuge Albert 1er (2706 m) oder die Cabane du Trient (3170 m). Die Route wurde am 1. August 1879 durch Percy-W. Thomas mit den Führern Josef Imboden und Josef Marie Lochmatter aus St. Niklaus im Schweizer Kanton Wallis erstbegangen.
Als klassische kombinierte Tour gilt der Forbesgrat (Ostgrat) mit Schwierigkeiten im Eis bis 53° und Fels III, gesamt AD.
Bekannteste Route durch die Nordwand ist der von A. Migot 1929 erstbegangene Nordsporn, nach dem Erstbegeher auch Migot-Rippe genannt (Schwierigkeit D).
Durch die komplizierte Struktur Südflanke führen mehrere anspruchsvolle Routen.